# 林獻山
林獻山（英文名 Sam Lin，1958年8月1日—），日本京都大學環境工學博士、環保學者、奧杰新能環境科技有限公司董事長，財團發人環境資源研究中心董事 ，生於宜蘭縣羅東鎮。
曾經擔任台灣京都地區留日同學會會長、蘭陽技術學院教授。

## 事件

### 成長求學過程
1958年出生於蘭陽平原，羅東之小康家庭，家父當時任職於台肥羅東廠化學檢驗之技工，童年在家人細心呵護下，過著比同儕較幸福快樂的生活，啟蒙及初級教育於羅東國小，羅東國中完成，高中以第一志願考上省立宜蘭高級中學，1977年進入中興大學環境工程系就讀，當時剛成立第二屆，國內環保也剛啟蒙，雖然如此，班上同學個個競競業業，除研讀環境工程有關專業學識外，系上並於寒暑假舉辦環境工程研習營，了解國內污染防治狀況，參觀當時已有的污水處理廠，也經常藉學校刊物說明環保的重要性。大三時參與系上陳秋陽教授調查台中烏溪水質調查研究，在班上37名同學中以第五名成績畢業於國立中興大學環境工程系。獻山服預官役兩年後，回母系擔任助教，隔年考取公費留考，獲得由日本TDK公司所提供的三年獎學金，赴日本京都大學深造，取得碩士學位後，雖通過博士升學考試，由於經濟因素，乃暫時休學返國服務。
1991年9月，再度赴日求學深造，1997年3月取得日本京都大學環境工程博士學位。

### 專案計畫研究
任職於技職體系近十年，期間參與政府研究，主持或擔任協同政府委託專案研究多達四十餘項，總經費超過億元，研究領域包括：一般廢棄物政策，廢棄物資源化，廢棄物掩埋場復育，土壤污染整治復育、下水污泥、循環型環境共生城市、水處理再生。
工程實務在工程實務上相當深入，在能資所任職期間擔任有害事業廢水廢棄物計畫主持人並參與能資所能源相關研究計畫，參訪過台電大林、台中等火力發電廠。在中興電工機械公司參與數項大型事業廢棄物焚化爐投標備標工作與日本合作廠商討論研究並親自參與研習，實地了解工程實務。
著書立說課餘之暇，從事教科書之編撰，目前已出版「土壤環境分析」、「土壤污染與整治復育」二本教科書，內容兼顧理論與實務。並與李澤民教授合著「活性污泥操作手冊」，與張添晉教授合著「噪音測定基本實驗手冊」，與歐陽嶠暉教授、張祖恩教授等人合著「焚化爐操作管理手冊」，並參與環境工程學會多位教授共同編撰「環境工程概論」等。
參與社會服務此外在公餘之暇參與社區服務，在宜蘭社區大學講演「環境品質與市民參與」，在埂坊國小演講「 老師如何參與環境共生城市」，在台北市律師公會講演「 RCA污染之法律面面觀」，積極參與環境永續工作。

## 經歷
1986年至1987年，台灣京都地區留日同學會會長。
1988年6月回國後，在工業技術研究能源資源研究所，擔任副研究員並主持醫療事業機構廢水廢棄物處理計畫，並接受衛生署聘為委員顧問。
1989年6月轉任中興電工機械公司環工室擔任主管，除規劃林口總廠事業廢棄物焚化爐外，並承接政府及民間委託環境工程，同時受聘在台北工專擔任兼任講師。
1997年9月至2016年7月31日，任教於蘭陽技術學院前身復興工商專科學校。
2008年，參加民主進步黨宜蘭縣長黨內初選，後由時任宜蘭選對會召集人游錫堃介入協調，禮讓給林聰賢。
2011年至2013年，擔任非核家園促進會總幹事。

## 私人生活
除了學術研究活動外，林獻山也花了許多時間在運動上。桌球是他最喜愛的運動。

## 外部連結
- 林獻山的Facebook專頁
- YouTube上的林獻山頻道